# I Like Mountain Music
Pour plus de détails, voir Fiche technique et Distribution.
I Like Mountain Music est un dessin animé américain réalisé par Rudolf Ising, sorti en 1933.
Produit par Leon Schlesinger Studios et distribué par Warner Bros. Pictures ce dessin animé fait partie de la série des Merrie Melodies.

## Fiche technique
- Titre original : I Like Mountain Music
- Titre en français : inconnu
- Réalisation : Rudolf Ising
- Producteurs : Hugh Harman, Rudolf Ising et Leon Schlesinger
- Musique : Frank Marsales
- Production : Leon Schlesinger Studios
- Distribution : Warner Bros. Pictures
- Durée : 6 minutes 59 secondes
- Format : noir et blanc - mono
- Langue : anglais
- Pays de production : États-Unis
- Date de sortie : 
  - États-Unis : 14 juin 1933
- Genre : Dessin-animé
- Licence : domaine public[1]